# Fabbrica Junior Torinese Automobili
Fabbrica Junior Torinese Automobili war ein italienischer Hersteller von Automobilen.

## Unternehmensgeschichte
Das Unternehmen aus Turin entstand 1905 als Nachfolgeunternehmen von Ceirano Giovanni Junior & C., als Giovanni Ceirano das Unternehmen verließ. Der Markenname lautete Junior. 1907 kam es zur Fusion mit Officine Turkheimer per Automobill e Velocipedi, kurz OTAV. Die Markennamen wurden beibehalten. 1909 endete die Produktion.

## Fahrzeuge
Im Angebot waren die Modelle 9,5 HP mit einem Einzylindermotor, 12/14 HP mit einem Zweizylindermotor sowie 16/20 HP und 18/25 HP mit Vierzylindermotoren. Im Falle des 16/20 HP verfügte der Motor über seitliche Ventile. Bei diesem Modell erfolgte die Kraftübertragung über eine Kette.